# 大隅野里站
大隅野里站（日语：／ Ōsumi-Nozato eki */?）是位於鹿兒島縣鹿屋市野里町，日本國有鐵道（國鐵）的大隅線車站（廢站）。
現時，車站遺址只有一座車站大樓，該大樓成為了Fitness Pass的休息站。

## 廢止時的車站構造
此站是地面車站，設有1面1線的單式月台和1條側線。在廢止前，此站是無人車站（曾經是有人車站）。當時設有車站大樓，於戰後才建設。

## 歷史

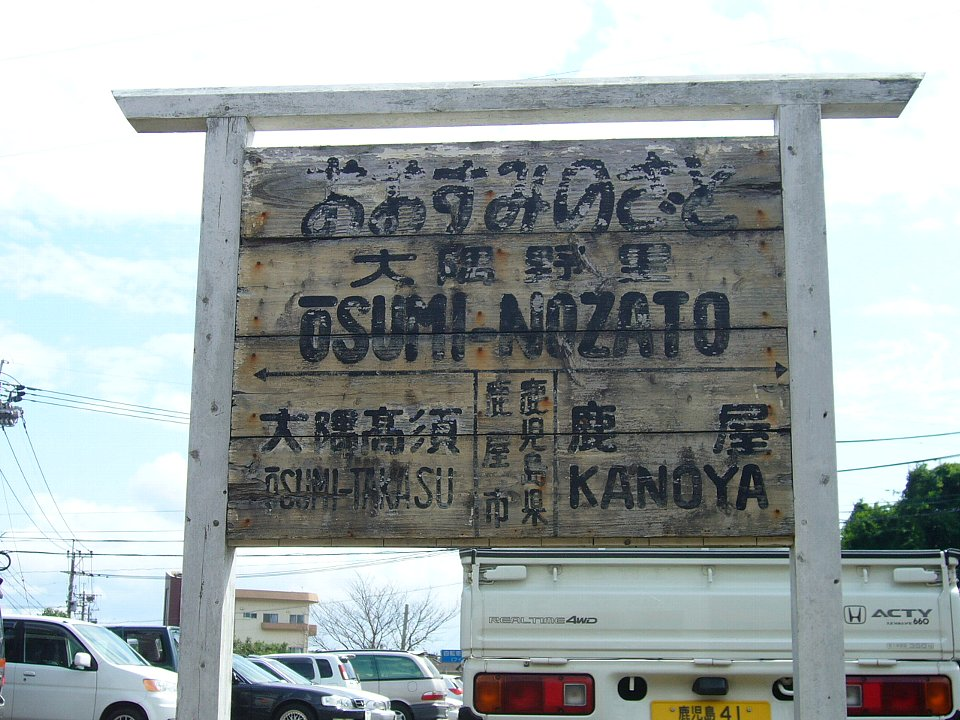
於鹿屋市鐵道紀念館（鹿屋站遺址）保存的站名標

此站鄰接海上自衛隊鹿屋航空基地。該基地在第二次世界大戰前由日本海軍開設，初時已經是航空基地。當時設有連接車站與基地內，全長約3公里的專用線，用作運送物資和彈藥。在1945年（昭和20年）3月19日，此站受美軍空襲，使在貨物線停站中，運載著彈藥的貨車發生爆炸，使車站大樓全毀，4名站員和搬運貨物的海軍人員死亡。
- 1915年（大正4年）7月11日 - 南隅輕便鐵道（1916年改名為大隅鐵道（日语：大隅鉄道））高須站（後來為大隅高須站）至鹿屋站之間開通，野里停留場啟用。當時為軌距762毫米的輕便鐵道。
- 1935年（昭和10年）6月1日 - 鐵道省收購大隅鐵道，成為國鐵古江線車站。同時車站改名為大隅野里站。
- 1936年（昭和11年）10月23日 - 國鐵古江東線東串良至串良之間開通，古江線改名，以西路段為古江西線。
- 1938年（昭和13年）10月10日 - 古江西線改軌距工程完畢，古江東線與古江西線合併為古江線。
- 1945年（昭和20年）3月19日 - 車站受到美軍空襲。
- 1972年（昭和47年）9月9日 - 路線名稱改為大隅線[2]。
- 1987年（昭和62年）3月14日 - 大隅線全線廢止，此站也廢止[2]。

## 相鄰車站
日本國有鐵道
大隅線
鹿屋－大隅野里－大隅高須
在1938年（昭和13年）10月10日進行改軌距和遷移車站前。大隅野里站與此站之間曾設有田崎站，此站與大隅高須站之間曾設有瀧之觀音站。

## 注腳
1. 1 2 3 4  . JTB出版. : 333 （日语）.
2. 1 2  . 鐵道雜誌（日语：鉄道ジャーナル） (鐵道雜誌社). 1987-06, 21 (7): 96–98 （日语）.